# Незамаевская
Незамаевская — станица в Павловском районе Краснодарского края, образует Незамаевское сельское поселение.
Население — 3082 жителя (2002), пятое место по району.

## География
Станица расположена на берегах Еи, в 37 км восточнее районного центра — станицы Павловской.

## История
- Незамаевское куренное селение основано в 1794 году[2] — одно из первых сорока поселений черноморских казаков на Кубани (см. кубанские казаки). Название перенесено с одноимённого куреня Сечи.
- Статья о Незамаевской в энциклопедическом словаре Брокгауза и Ефрона:

«Незамаевская — станица Кубанской области, Ейского отдела, при реке Ее, в 36 верстах от железнодорожной станции Павловской. Жителей 9525; на принадлежащих к станице хуторах (Ново-Ивановский, Ново-Елизаветинский и др.) 5053. Преобладающее население — казаки, малороссы. Главное занятие — земледелие.»
- В 1934—1941 годах станица являлась центром Незамаевского района.

## Население
| 1939  | 2002  | 2010  | 2012  | 2013  | 2014  |
| ----- | ----- | ----- | ----- | ----- | ----- |
| 5692  | ↘3082 | ↘2744 | ↘2743 | →2743 | ↘2728 |
| 2015  | 2016  | 2017  | 2018  | 2019  | 2020  |
| ↗2747 | ↗2754 | ↘2745 | ↘2739 | ↘2714 | ↘2694 |
| 2021  | 2023  |       |       |       |       |
| ↘2467 | ↘2397 |       |       |       |       |

### Известные жители
- Весной 1918 года красноармейцами был убит станичный священник Иоанн Пригоровский, канонизированный РПЦ в 2000 году[17].
- В Незамаевской похоронена Кобелева, Наталия Захаровна (1918 — ?) — виноградарь, Герой Социалистического Труда (1950).